# Liste von Bergen oder Erhebungen in Lesotho
Die Liste von Bergen oder Erhebungen in Lesotho enthält die beiden höchsten Berge des Landes, weitere benannte Berge über 3000 Meter sowie Berge, die durch ihre Lage, Form oder geschichtlich bedeutend sind. Zahlreiche weitere Berge existieren in dem Land; häufig sind sie unbenannt. Der Mafali (in Südafrika Mafadi), der Phofung (Mont-Aux-Sources) und der KwaDuma liegen auf der Grenze zwischen Lesotho und Südafrika.
| Höhe   | Name                     | Distrikt    | Koordinate            | Bemerkung                                            |
| ------ | ------------------------ | ----------- | --------------------- | ---------------------------------------------------- |
| 3482 m | Thabana Ntlenyana        | Mokhotlong  | 29° 28′ S, 029° 16′ O | höchster Berg                                        |
| 3450 m | Mafali/Mafadi            | Mokhotlong  |                       | höchster Berg Südafrikas                             |
| 3416 m | Makoaneng                | Qacha’s Nek |                       |                                                      |
| 3282 m | Phofung/Mont-Aux-Sources | Mokhotlong  |                       |                                                      |
| 3250 m | Thaba-Phafane            | Mokhotlong  |                       |                                                      |
| 3157 m | Machachaneng             | Butha-Buthe |                       |                                                      |
| 3095 m | Thaba Putsoa             | Maseru      |                       | mindestens vier Berge in Lesotho tragen diesen Namen |
| 3019 m | KwaDuma                  | Quthing     | 30° 28′ S, 028° 09′ O | höchster Berg der südafrikanischen Provinz Ostkap    |
| 3015 m | Thaba Ntšo               | Quthing     |                       |                                                      |
| 2886 m | Machache                 | Maseru      |                       | markanter Berg nahe der Hauptstadt Maseru            |
| 1804 m | Thaba Bosiu              | Maseru      | 29° 22′ S, 027° 41′ O | natürliche Festung der Basotho im 19. Jahrhundert    |

## Karten
- Map of Lesotho. 1:250.000, Government of Lesotho, Maseru 1978.